# Laissez-faire
Laissez-faire (franskt uttal: [lɛsefɛʁ]
 ( lyssna); av franska: laissez faire, 'låt gå', 'låt göra') är en ekonomisk teori där människor och företag fritt ska få bestämma hur de ska använda sina resurser, utan inblandning av staten. Tankegången, som noterats i svensk skrift sedan 1911, lanserades i Frankrike under 1700-talet och har senare anammats av olika liberala tänkare och frihandelsförespråkare.

## Historik
Teorin formulerades ursprungligen som laissez faire laissez passer ('låt ske, låt gå'), med syftning på att låta människor (fritt) göra och låta handelsvaror (fritt) passera i enlighet med idén om näringsfrihet och frihandel. Idéerna har sitt ursprung från mitten av 1700-talet, och uttrycket myntades sannolikt av Vincent de Gournay (1712–1759) och användes även av fysiokrater som François Quesnay (1694–1774). Den senare förespråkade total näringsfrihet och skattefrihet. 
Teorin var en reaktion mot den rådande merkantilismen och kom senare att bilda grunden till de liberala ekonomiska teorierna. Den påverkade även den skotske tänkaren Adam Smith, "nationalekonomins fader", när han 1776 publicerade sin Nationernas välstånd. Senare har även anhängare av manchesterliberalism (inklusive Richard Cobden och Jon Bright) anammat tankarna. Den österrikiska skolans nationalekonomer, såsom Ludwig von Mises, Murray Rothbard och George Reisman, har varit ledande förespråkare av laissez-faire-tanken.

## I överförd betydelse
I annan kontext än den ekonomiska kan begreppet laissez-faire användas för att beskriva en i allmänhet obrydd och nihilistisk låt gå-mentalitet. Det inkluderar samband med resonemang om – och kritik av – 1970-talets fria barnuppfostran och skolundervisning.